# 長棘石斑魚
長棘石斑魚，為輻鰭魚綱鱸形目鱸亞目鮨科的其中一種，分布於印度西太平洋區，從肯亞至南非，東至班達海東部海域，棲息深度1-70公尺，體長可達55公分，棲息在珊瑚礁及岩石底質海域，為底棲性魚類，屬肉食性，以螃蟹、烏賊、魚類等為食，可做為食用魚。

## 擴展閱讀
維基物種上的相關：長棘石斑魚